# NGC 5106
NGC 5106 est une galaxie spirale relativement éloignée et située dans la constellation de la Vierge. Sa vitesse par rapport au fond diffus cosmologique est de 9 877 ± 25 km/s, ce qui correspond à une distance de Hubble de 146 ± 10 Mpc (∼476 millions d'al). NGC 5106 a été découverte par l'astronome germano-britannique William Herschel en 1784. Cette galaxie a aussi été observée par l'astronome allemand Albert Marth le 22 mars 1865 et elle a été inscrite au New General Catalogue sous la cote NGC 5100.
NGC 5106 est une galaxie active (AGN). Selon la base de données Simbad, NGC 5106 est une galaxie LINER, c'est-à-dire une galaxie dont le noyau présente un spectre d'émission caractérisé par de larges raies d'atomes faiblement ionisés.
Note : Simbad renvoie le message suivant lorsqu'on cherche NGC 5106 : Identifier not found in the database : NGC 5106. Notons aussi que la base de données NASA/IPAC indique que l'identification de NGC 5106 est incertaine.

## PGC 46603, galaxie compagne?
La galaxie spirale (Sc) voisine sur la sphère céleste est PGC 46603 que la base de données NASA/IPAC désigne aussi comme NGC 5100 NED01. La distance de Hubble de cette galaxie est égale à 147,96 ± 10,36 Mpc (∼483 millions d'al). Ces deux galaxies constituent peut-être une paire de galaxies, mais considérant les incertitudes sur leur distance, elle pourrait être à des dizaines de millions d'années-lumière l'une de l'autre.